# Astragalus subverticillatus
Astragalus subverticillatus là một loài thực vật có hoa trong họ Đậu. Loài này được Gontsch. miêu tả khoa học đầu tiên.